# Adelajda z Saksonii-Meiningen (1792–1849)
Adelajda z Saksonii-Meiningen, niem. Adelheid Amalie Luise Therese Caroline (ur. 13 sierpnia 1792 w Meiningen, Turyngia, Niemcy, zm. 2 grudnia 1849 w Bentley Priory, Stanmore, Middlesex, Wielka Brytania) – księżna Clarence, królowa Wielkiej Brytanii.
Była córką Jerzego I, księcia Saksonii-Meiningen, oraz księżniczki Luisy Eleonory (córki księcia Krystiana Hohenlohe-Langenburg). Jej bratankiem był Edward  z Saksonii-Weimar, angielski wojskowy. Adelajda wyszła za mąż za księcia Clarence – Wilhelma (syna Jerzego III), przyszłego Wilhelma IV. Z tego małżeństwa urodziły się dwie córki:
1. Charlotta Augusta (1819–1819)
2. Elżbieta (1820–1821).